# Efferia completa
Efferia completa este o specie de muște din genul Efferia, familia Asilidae. A fost descrisă pentru prima dată de Macquart în anul 1838. Conform Catalogue of Life specia Efferia completa nu are subspecii cunoscute.